# Озелла (команда Формулы-1)
Osella — итальянская команда Формулы-1, базировавшаяся недалеко от Турина. Команда участвовала в 132 Гран-при с 1980 по 1990.

## Основание команды
Команда, названная в честь своего основателя Винченцо «Энцо» Озеллы, начала свою историю в гонках Abarth на местном и национальном уровне в середине 1960-х годов в Италии. Будучи довольно успешной в гонках этого уровня (Osella, в конце концов, взяла программу спорткаров Abarth под свой контроль), команда продолжила развитие в одноместных гонках в 1974 году. Команда заявилась в чемпионат Формулы-2 в 1975 году с собственным шасси Osella FA2, с которым команде удалось набрать одно очко стараниями француза Франсуа Миго.
Команда продолжила борьбу в этой серии в следующем году с тем же шасси, но в этот раз оказалась неконкурентоспособна. Вдобавок к этому, команда страдала от недостатка финансирования, что привело к уходу команды из Формулы-2 в середине 1976 года. Шасси FA2 было выкуплено частными лицами, одним из которых был швейцарец Шарли Кисер.

## Формула-3
Энцо Озелла пытался немного заработать на продаже собственного шасси для Формулы-3 (Osella FA3), однако успех был невелик. Лишь несколько частных гонщиков (в том числе и Джорджо Франча, будущий гонщик этой же команды, но уже в Формуле-1) отважились приобрести данное необкатанное шасси. На болиды устанавливались двигатели Toyota и Lancia для участия в Гран-при Германии и Италии в 1976 году, но каких-либо успехов добиться не удалось. После этой неудачи деятельность команды Osella Corse практически закончилась. Команда принимала участие в некоторых местных гоночных событиях, однако не участвовала в гонках одноместных машин с 1976 по 1978.
Лишь в начале 1979 года для команды забрезжил огонек надежды, когда бывшего гонщика команд Hesketh и Theodore Racing Эдди Чивера уговорили сесть за руль Osella FA2 вновь в Формуле-2. К большому удивлению, красной машине удалось выиграть три гонки. Этого было достаточно, чтобы Энцо Озелле окунулся в мир Формулы-1.